# Bill Walker (político)
William George "Bill" Walker (Edimburgo, 31 de marzo de 1942) es un político británico que fue miembro del Parlamento Escocés (MSP) por la circunscripción de Dunfermline desde 2011 hasta su dimisión en 2013. 
Fue elegido como miembro del Partido Nacional Escocés (SNP), pero fue expulsado del partido en 2012 y luego sirvió como un miembro independiente.
En 2013, fue declarado culpable de 23 cargos de violencia doméstica, y luego renunció como MSP tras las presiones de otros políticos y de la prensa.